# Нина Коларич
Нина Коларич (Птуј, 12. децембар 1986) је словеначка атлетичарка, која се специјализовала за скок удаљ. Чланица је Атлетског клуба Птуј.
Власница је словеначких рекорда у скоку удаљ на отвореном 6,78 м из 2008. а у дворани 6,67 н из 2009.
Шестострука је национална првакиња у скоку у даљ на отвореном (2007—2011. и 2015) и једном у дворани 2009.

## Значајнији резултати
| Год.                   | Такмичење                    | Место                  | Плас.                  | Рез.м                  | Белешка                |
| Представљала Словенију | Представљала Словенију       | Представљала Словенију | Представљала Словенију | Представљала Словенију | Представљала Словенију |
| Скок удаљ              | Скок удаљ                    | Скок удаљ              | Скок удаљ              | Скок удаљ              | Скок удаљ              |
| ---------------------- | ---------------------------- | ---------------------- | ---------------------- | ---------------------- | ---------------------- |
| 2007                   | Европско првенство У-23      | Дебрецин, Мађарска     | 8.                     | 6,37                   |                        |
| 2007                   | Универзијада                 | Бангкок, Тајланд       | 13.                    | 6,16                   |                        |
| 2008                   | Олимпијске игре              | Пекинг, Кина           | 26.                    | 6,40                   |                        |
| 2009                   | Европско првенство у двпрани | Торино, Италија        | 4.                     | 6,62                   |                        |
| 2009                   | Медитеранске игре            | Пескара, Италија       | 3.                     | 6,50                   |                        |
| 2009                   | Светско првенство            | Берлин, Немачка        | 35                     | 6,00                   |                        |
| 2010                   | Европско првенство           | Барселона, Шпанија     | 20.                    | 6,43                   |                        |
| 2011                   | Европско првенство у дворани | Париз, Француска       | 18.                    | 6,24                   |                        |
| 2011                   | Светско првенство            | Тегу, Јужна Кореја     | 27.                    | 6,19                   |                        |
| 2013                   | Медитеранске игре            | Мерсин, Турска         | 2.                     | 6,49                   |                        |